# Dicranomyia brevirama
Dicranomyia brevirama là một loài ruồi trong họ Limoniidae. Chúng phân bố ở miền Australasia.